# Mohammad Bagheri Motamed
Mohammad Bagheri Motamed (persisch محمد باقری معتمد‎; * 24. Januar 1986 in Teheran) ist ein iranischer Taekwondoin. Er startet in der Gewichtsklasse bis 68 Kilogramm.
Motamed wurde mit 15 Jahren in die Nationalmannschaft aufgenommen, seitdem trainiert er in seiner Heimatstadt unter Nationaltrainer Reza Mehmandust. Bei seinen ersten internationalen Titelkämpfen, der Asienmeisterschaft 2002 in Amman, gewann Motamed in der Klasse bis 54 Kilogramm auf Anhieb die Bronzemedaille, zwei Jahre später errang er in Seongnam in der Klasse bis 58 Kilogramm Silber. In den folgenden Jahren war er vor allem bei der Universiade erfolgreich, 2005 in Izmir gewann er Silber, 2007 in Bangkok Gold. Motamed wurde bei der Asienmeisterschaft 2008 in Henan in der Klasse bis 67 Kilogramm erstmals Asienmeister.
Seit 2009 startet er in seiner heutigen Gewichtsklasse bis 68 Kilogramm. Bei der Weltmeisterschaft 2009 in Kopenhagen gelang Motamed der endgültige Durchbruch in die internationale Spitze. Er erreichte das Finale und wurde nach einem Sieg gegen Idulio Islas erstmals Weltmeister. 2010 verteidigte Motamed seinen Asienmeistertitel in Astana erfolgreich. In Guangzhou gewann er auch bei den Asienspielen die Goldmedaille. Bei der Weltmeisterschaft 2011 in Gyeongju erreichte er erneut das Finale und gewann nach einer Niederlage gegen Servet Tazegül mit Silber eine weitere WM-Medaille. Beim internationalen Olympiaqualifikationsturnier Mitte 2011 in Baku erreichte er in der Klasse bis 68 Kilogramm das Finale und qualifizierte sich für die Olympischen Spiele 2012 in London. Dort stieß Motamed bis ins Finale vor, wo er dem Türken Servet Tazegül mit sechs zu fünf Punkten unterlag.